# HMS Howe (1805)
HMS Howe изначально был построенным из тика индийским торговым судном Kaikusroo, которое адмирал Эдвард Пеллью купил в 1805 году для использования в качестве 40-пушечного фрегата. В 1806 году Адмиралтейство переоснастило его в 24-пушечное судно обеспечения HMS Dromedary. Оно совершило многочисленные плавания, в том числе в Австралию, во время которого привезло Лаклана Маккуори с семьёй, сменившего Уильяма Блая на посту губернатора Нового Южного Уэльса. Позже оно стало плавучей тюрьмой на Бермудских островах. В наше время место его многолетней стоянки стало богатым источником археологических данных.

## Служба в Ост-Индской компании
Построенный в 1799 году в Бомбее, Kaikusroo был так называемым «частным кораблём» из Бомбея. В этом качестве он совершал торговые рейсы к побережью Малабара и к Маллакскому проливу.
Между 1801 и 1802 годами он был зафрахтован британским правительством у Ост-Индской компании и служил в качестве транспортного корабля в британской военной экспедиции из Индии в Египет и в Красное море. Коммодором флота частных кораблей был капитан Томас Харди.
В этот период его владельцем был парский кораблестроитель Сорабджи Мучерджи. Его поручителем был бомбейский купец Чарльз Форбс (в качестве агента Kaikusroo); капитаном был Колин Маккензи. Зафрахтованный Kaikusroo был оценен в 275 тыс. рупий.

## Служба в королевском флоте
В апреле 1805 года адмирал Эдвард Пеллью купил Kaikusroo в Бомбее у Сорабджи Мучерджи за 43 тыс. фунтов стерлингов. Его целью было использовать корабль как 40-пушечный фрегат. Kaikusroo был переименован в Howe и передан под командование лейтенанта Эдварда Рэтси (исполняющего обязанности капитана). Затем Рэтси сменил капитан Джордж Кокберн, и в мае под его командованием корабль отплыл из Индии с Артуром Уэлсли и его братом Ричардом Уэлсли (который покинул пост генерал-губернатора Индии) на борту. Во время этого плавания Howe сделал остановку на острове Святой Елены, и братья Уэлсли остановились в том же доме, где позднее жил сосланный Наполеон I. Howe прибыл в Портсмут 7 января 1806 года. Затем он отправился в Даунс по дороге на верфь в Вулвидже. Деньги за корабль были полностью выплачены в феврале.
24 февраля Адмиралтейство приказало переделало его в 24-пушечное судно обеспечения. К марту 1806 года на Howe погрузили все припасы, и 14 мая он отплыл из Портсмута под командованием капитана Эдварда Килвика к мысу Доброй Надежды. Во время его отсутствия 6 августа 1806 года Адмиралтейство вернуло его в строй и переименовало в Dromedary. Тем не менее, прошло ещё много времени, пока этот приказ вступил в силу.
Кораблю было приказано идти от мыса Доброй Надежды в Буэнос-Айрес, где 28 сентября он встретился с силами сэра Хоума Пофама. 3 февраля 1807 года он участвовал в битве при Монтевидео, в которой было легко ранено четыре члена команды.
В какой-то момент, возможно, по возвращении в Британию, командование Dromedary принял Уильям Скотт. После возвращения в Британию Dromedary совершил ряд плаваний, перевозя военно-морские припапасы. В апреле 1808 года его капитаном в Вест-Индии был Генри Бушер. В ноябре он вновь вступил в строй под командование лейтенанта Хейса О’Грэйди.

### Перевозка губернатора в Новый Южный Уэльс
В 1809 году Dromedary под командованием своего хозяина Сэмюэля Притчарда доставил Лахлана и Элизабет Маккуори в Новый Южный Уэльс. Маккуори должен был принять пост губернатора у Уильяма Блая. На тот случай, если бы корпус Нового Южного Уэльса воспротивился его назначению, Маккуори привез с собой 1-й батальон своего 73-го пехотного полка.
Когда 19 мая 1809 года Маккуори поднялись на борт Dromedary, стоявшего у острова Уайт, они обнаружили, что судно ужасно переполнено, провизии для путешествия недостаточно, а теснота была такая, что были установлены дополнительные спальные места, чтобы попытаться вместить всех пассажиров. На борту, помимо экипажа из 102 моряков, находились 15 офицеров, 451 рядовой, 90 женщин и 87 детей. Притчард взял с собой жену, двухлетнего сына и слугу.
Маккуори немедленно перевёл 39 человек с Dromedary на Hindostan. Тот был бывшим ост-индским кораблём, теперь использовавшимся на Королевском флоте в качестве транспорта. Он должен был сопровождать Dromedary в поездке, также переправляя войска. Маккуори отправил на берег двух офицеров, 50 рядовых и 41 женщину и детей, которым было поручено следовать на следующем доступном корабле с осуждёнными. Dromedary отплыл 22 мая.
29 мая, Hindostan, вместе с которым находился Dromedary, захватил шведский корабль Gustavus.
Dromedary прибыл в Порт-Джэксон 28 декабря 1809 года. Маккуори принял пост губернатора 1 января 1810 года. В 5 часов вечера 7 марта 1810 года был обнаружен пожар, вспыхнувший на нижней палубе Dromedary; он был погашен к полуночи. В мае Dromedary и Hindostan отплыли в Великобританию. Они взяли с собой около 22 офицеров и 345 солдат из корпуса Нового Южного Уэльса, переименованного в 102-й пехотный полк (Королевские мадрасские фузилёры), а также 105 женщин и 98 детей. Во время плавания полковник Уильям Патерсон, бывший губернатор Нового Южного Уэльса, умер у мыса Горн. Dromedary прибыл в Спитхед 25 октября.

## Транспортное судно
Dromedary вернулся домой в 1811 году. С 1811 по 1812 год его хозяином оставался С. П. Причард. В 1814 году им стал Эдвард Айвз. Затем судно отправилось в Вест-Индию. Айвс остался его хозяином в 1815 году.

## Перевозка заключённых
В 1819 году Dromedary и Coromandel были оборудованы для перевозки заключённых. 12 сентября под руководством капитана Ричарда Скиннера Dromedary отплыл в Австралию с 370 осуждёнными.
После доставки осуждённых судно отправилось в Новую Зеландию и на остров Норфолк, чтобы привезти древесину для домашних верфей. Оно прибыло в Землю Ван-Димена 10 января 1820 года после рейса продолжительностью 121 день. Оно высадило 347 осуждённых в Хобарте и ещё 22 в Сиднее. На нём также плыл отряд 84-го пехотного полка и несколько пассажиров. В Сиднее и Dromedary, и Coromandel были оборудованы для перевозки пиломатериалов. Затем их пути разошлись: Dromedary отправился в Вангароа, а Coromandel к реке Темс (Уаихоу). Среди пассажиров на борту был судья и верховный комиссар Джон Бигге.
С 20 февраля по 25 ноября Dromedary находился в Новой Зеландии, собирая дрова для военно-морского флота. Погрузка заняла почти целый год. Dromedary выгрузил древесину в Чатеме в июне 1821 года.
По возвращении Dromedary в Англию судно было переоборудовано в Вулвиче в 1822-23 годах, а затем в 1825 году отправилось на Бермуды с 100 осуждённых. Оно прибыло в 1826 году, после чего осуждённые были отправлены на каторгу на строительство верфи.

## Плавучая тюрьма
В 1826 году Dromedary стал плавучей тюрьмой для 400 вновь прибывших осуждённых. В мае 1830 года его хозяином был Дж. Хейс, на станции в Африке. В 1834 году его сменил Р. Скиннер в Северной Америке и Вест-Индии. В какой-то момент оно вернулось на Бермудские острова, теперь уже навсегда. Оставшиеся годы оно провело недалеко от карьеров и строительных площадок, где трудились осуждённые. В 1851 году, после того, как осуждённые построили мост на остров Боус и новые казармы, 600 заключённых перебрались из Coromandel и Dromedary на остров. В течение следующих 12 лет Dromedary служил кухней для работающих заключённых и их охранников.

## Окончание службы
Dromedary был продан на древесину в августе 1864 года.

## Археологические раскопки
Dromedary находилось на одном месте несколько десятилетий, в результате чего там образовался кьёккенмединг. В 1982 году правительство Бермудских островов разрешило дайверам проводить подводные археологические раскопки на месте стоянки Dromedary.
В результате раскопок была обнаружена большая коллекция материалов 19-го века, непосредственно связанных с жизнью осуждённых. Археологи обнаружили тысячи артефактов: лампы для китового масла, кружки из пьютера, гравированные ложки, глиняные трубки, бутылки, пуговицы, печати, монеты, безделушки, брелоки, кольца, бусы, игровые предметы, предметы культа, ручки для ножей и игровые доски. Фиксация местоположения артефактов позволило археологам связать предметы либо с охранниками, либо с осуждёнными. Очевидно, что на корабле функционировала целая экономическая система, в рамках которой осуждённые вырезали различные предметы из кости, ракушек, металла и камня, которые они продавали охранникам, заезжим морякам и поселенцам в обмен на табак, алкоголь, еду и деньги.

## В литературе
HMS Dromedary, описанный как «транспорт с отвесными бортами», появляется в военно-морском приключенческом романе о наполеоновских временах Патрика О’Брайана «Гавань измены» 1983 года.

### Комментарии
1. ↑  Термин «частный корабль» (англ. country ship) использовался британской Ост-Индской компанией с XVII по XIX в. для торгового судна, принадлежащего местным владельцам к востоку от мыса Доброй Надежды, которое занималось торговлей в этом районе и доставляло грузы для отправки на запад от мыса в Англию (позже Соединенное Королевство) «зафрахтованными», «дополнительными» и «обычными» кораблями компании. «Частным кораблям» было строго запрещено торговать к западу от мыса, что было нарушением строгой монополии компании на такую торговлю.
2. ↑  В разных источниках его название также указывается как Sha(w) Kai Kusseroo, Shah Kai Kusroo, Shaw Kai Kuperoo, Shah Kaikisroo, или Kaikusroo. Паркинсон указывает его как Shah Kaikuseroo. Балли использует названия Shaw Kai Kusroo, Kaikusroo и Shah Kaikusroo.
3. ↑  
В январе 1806 года Адмиралтейство заказало постройку нового 100-пушечного корабля первого класса. Им стал HMS Howe[англ.]. Очевидно, Адмиралтейство приказало переименовать Howe в Dromedary, когда было решено присвоить название Howe новому судну.
4. ↑  
В сентябре 1806 года Уильям Марсден (секретарь Адмиралтейства) ссылался на припасы, отправленные на корабле Dromedary. Сохранился отчёт, отправленный в Адмиралтейство 19 ноября 1806 года от г-на Ховитсона, заведующего военно-морским складом на мысе Доброй Надежды, в котором он заявляет, что «…транспортному кораблю Howe, который теперь называется Dromedary, приказано проследовать в Буэнос-Айрес». Тем не менее, в списке «Steel’s Navy List» за декабрь 1806 года он по-прежнему указан в качестве транспорта Howe. Кроме того, когда он вернулся в Англию в июле 1807 года, местные газеты сообщают о прибытии Howe в Портсмут 28 июля — «из Ла-Платы», а в августе в Даунс — «из Монтевидео». После этого имя Howe исчезает, и корабль, наконец, становится Dromedary — почти через год после приказа о смене имени.